# Hrvatski akademski rugby klub Mladost
La Hrvatski akademski rugby klub Mladost ("Associazione accademica croata rugby Mladost") o HARK Mladost è la sezione di rugby a 15 della polisportiva croata Hrvatski akademski športski klub Mladost di Zagabria.
Istituito nel 1954, è il più antico consorzio rugbistico croato.

## Storia
Tutto iniziò nel 1953 con una prima idea, nata tra gli atleti e i canottieri della polisportiva Mladost, di giocare il rugby. 
Il HARK Mladost fu fondato il 17 gennaio 1954. nel cortile della facoltà di ingegneria di Zagabria. Questa data si considera l'inizio formale del rugby in Croazia. 
Il primo insegnante e allenatore fu Nikola Nick Kopajtić che, tornato dal Canada, ha tramandato i suoi saperi su questo sport agli aspiranti atleti.
Il primo incontro risale al 29 novembre 1954 e fu un'amichevole giocatasi contro le forze britanniche di occupazione in Austria (Bat). La partita si giocò dinanzi a 10.000 spettatori allo stadio Maksimir della capitale croata e si concluse con una sconfitta per la neonata squadra. Per il Mladost giocarono: Branko Štimac, Vladimir Krišković, Mihovil Radja, Slavko Mrkoci, Đeki Srbljenović, Branko Štimac, Ivica Pajer, Žiga Marinkov, Rajko Miler, Boris Banašin, Vili Franjković, Boris Korenčić, Živko Skroza, Branko Arsić, Vlado Veverec. 
Nel 1957 si organizzò il primo campionato jugoslavo nel quale il Mladost si piazzò in seconda posizione dietro al Ragbi klub Dinamo Pančevo (ai tempi sotto il nome di RK Jedinstvo). Un dato curioso è la data di fondazione coincidente delle due società.
L'anno successivo il Mladost vinse il primo titolo di Jugoslavia.
Nel 2019 vinse il primo titolo croato in finale contro il Ragbi klub Nada.
Nel 1978 la società acquisì come simbolo una talpa che con una mano tiene l'ovale e con l'altra fa il simbolo "V" di vittoria.
Nel 2018 vinse per la seconda volta nella sua storia la Coppa di Croazia, in finale contro il RK Sinj.
Nel settembre 2020 vinse per la terza volta la Coppa di Croazia, anche questa volta contro la squadra di Signo.

## Tesserati celebri
- Nik Jurišić

## Palmarès
- Campionati jugoslavi: 1
1958

- Campionati croati: 2
2019-20, 2023-24

- Coppe di Jugoslavia: 4
1959, 1961, 1962, 1967

- Coppe di Croazia: 3
2015, 2018, 2020